# Bega, New South Wales
Bega este un oraș din Australia situat în statul New South Wales. Orașul are o populație de 4.537 locuitori.

## Clima
Temperatura minimă anuală este de 8,5 °C, iar temperatura maximă anuală este de 25,2 °C. Precipitațiile medii anuale ajung până la 1256,3 mm.

## Orașe înfrățite
- Littleton, Colorado, Statele Unite

## Distanțe
- 225 km (140 mi) până la Canberra
- 421 km (262 mi) până la Sydney
- 613 km (381 mi) până la Melbourne